# كنز السييرا مادري (فلم)
كنز السييرا مادري  (بالإنجليزية: The Treasure of the Sierra Madre) هو فيلم دراما تم إنتاجه في الولايات المتحدة وصدر في سنة 1948.

## بطولة
- همفري بوغارت

### ترشيحات وجوائز
| السنة | الحدث  | الفئة     | النتيجة  |
| ----- | ------ | --------- | -------- |
|       | أوسكار | أفضل مخرج | فـــــوز |

## الميزانية والإيرادات
بلغت تكلفة إنتاج الفيلم حوالي 3 ملايين دولار بينما حقق أرباحا تقدر بـ 4,307,000 دولار.

## وصلات خارجية
- مقالات تستعمل روابط فنية بلا صلة مع ويكي بيانات